# Baranivka
Baranivka (ukrainsk: Баранівка, polsk: Baranówka, jiddisch: באראניווקע Baranivke, russisk: Барановка) er en by i Zvjahel rajon i Zjytomyr oblast i Ukraine, der ligger ved floden Slutj. Før den administrative reform i 2020 var den det administrative centrum for det tidligere Baranivka rajon.
Byen har 11.765 (2018) indbyggere.

## Historie
Lokaliteten blev grundlagt i 1566, i 1938 blev den udpeget som en bymæssig bebyggelse, og siden 17. maj 2001 har den haft status som by.
I 1802 etablerede brødrene Mezer en porcelænsfabrik i landsbyen, som stadig eksisterer i dag. I 2010 blev en asteroide opdaget af Andrusivka Astronomiske Observatorium opkaldt efter byen: (214487) Baranivka. I begrundelsen for navngivningen blev porcelænsfabrikken nævnt specielt.
Den jødiske befolkning (ca. 23 procent af den samlede befolkning i 1939) blev under anden verdenskrig i landsbyen indtil 1941, hvor størstedelen flygtede eller blev dræbt.